# Biserica de lemn din Lupoița

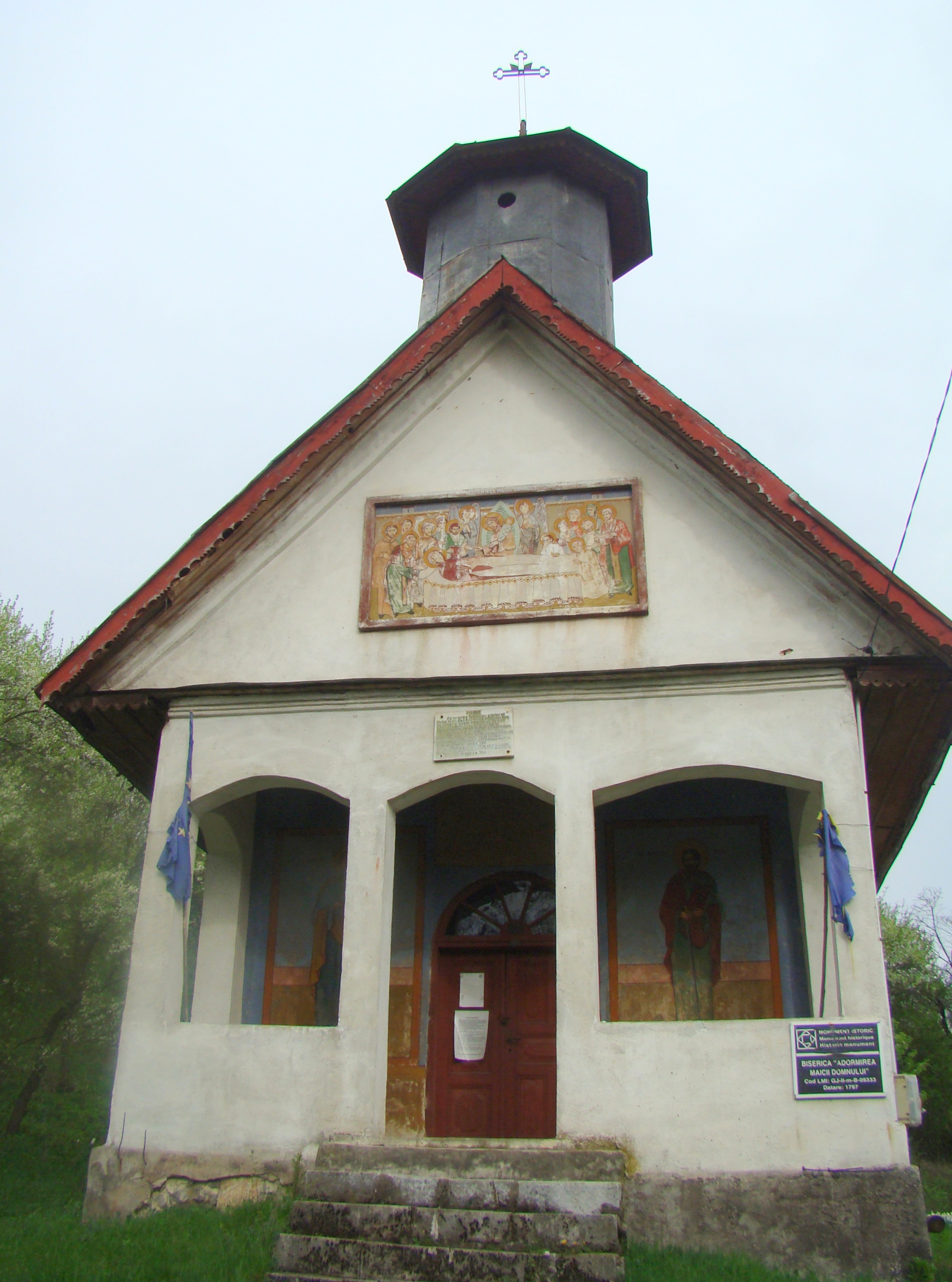
Biserica de lemn cu hramul „Adormirea Maicii Domnului” din Lupoița, oraș Motru, județul Gorj, foto: aprilie 2018.

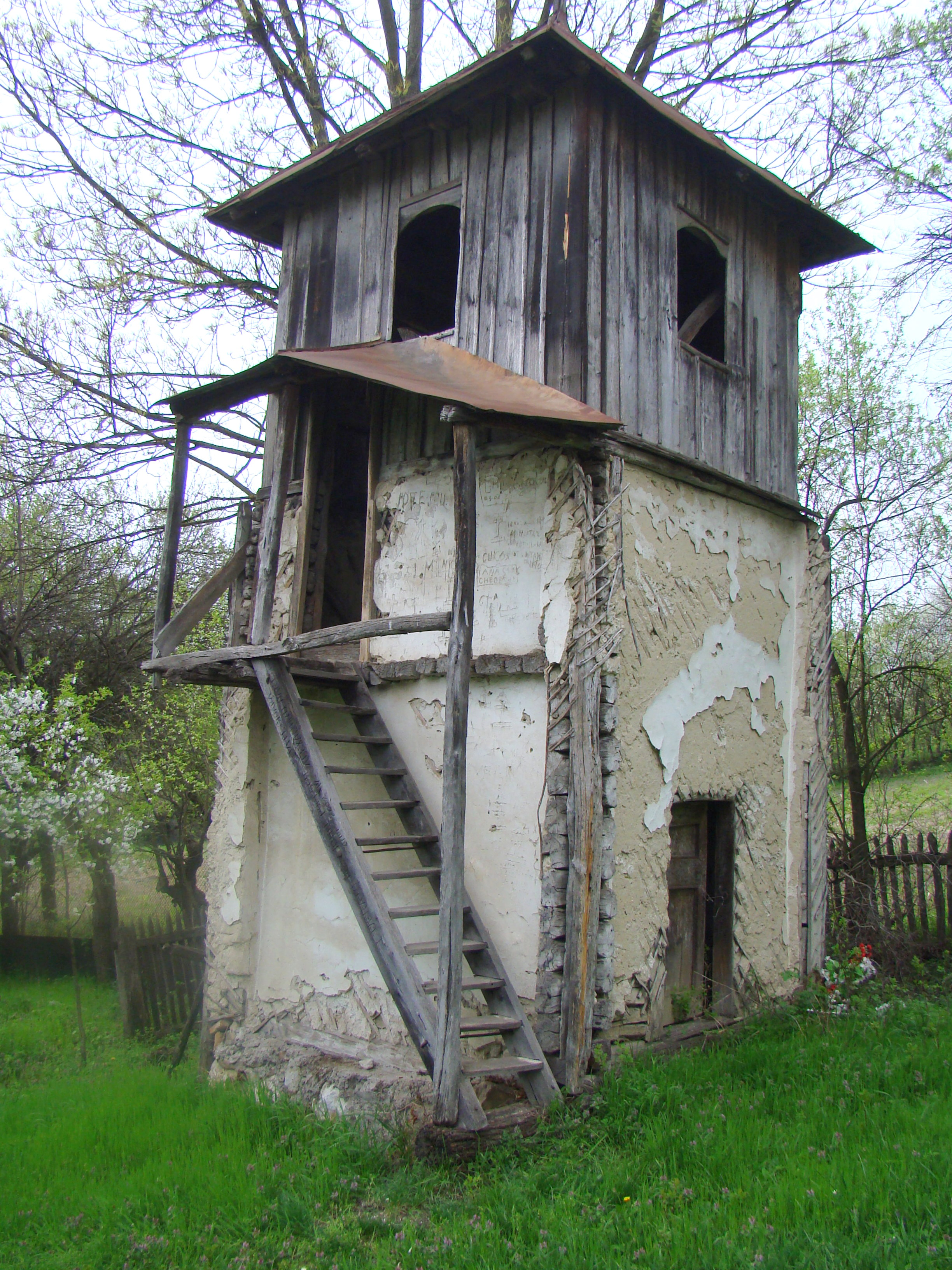
Clopotnița separată

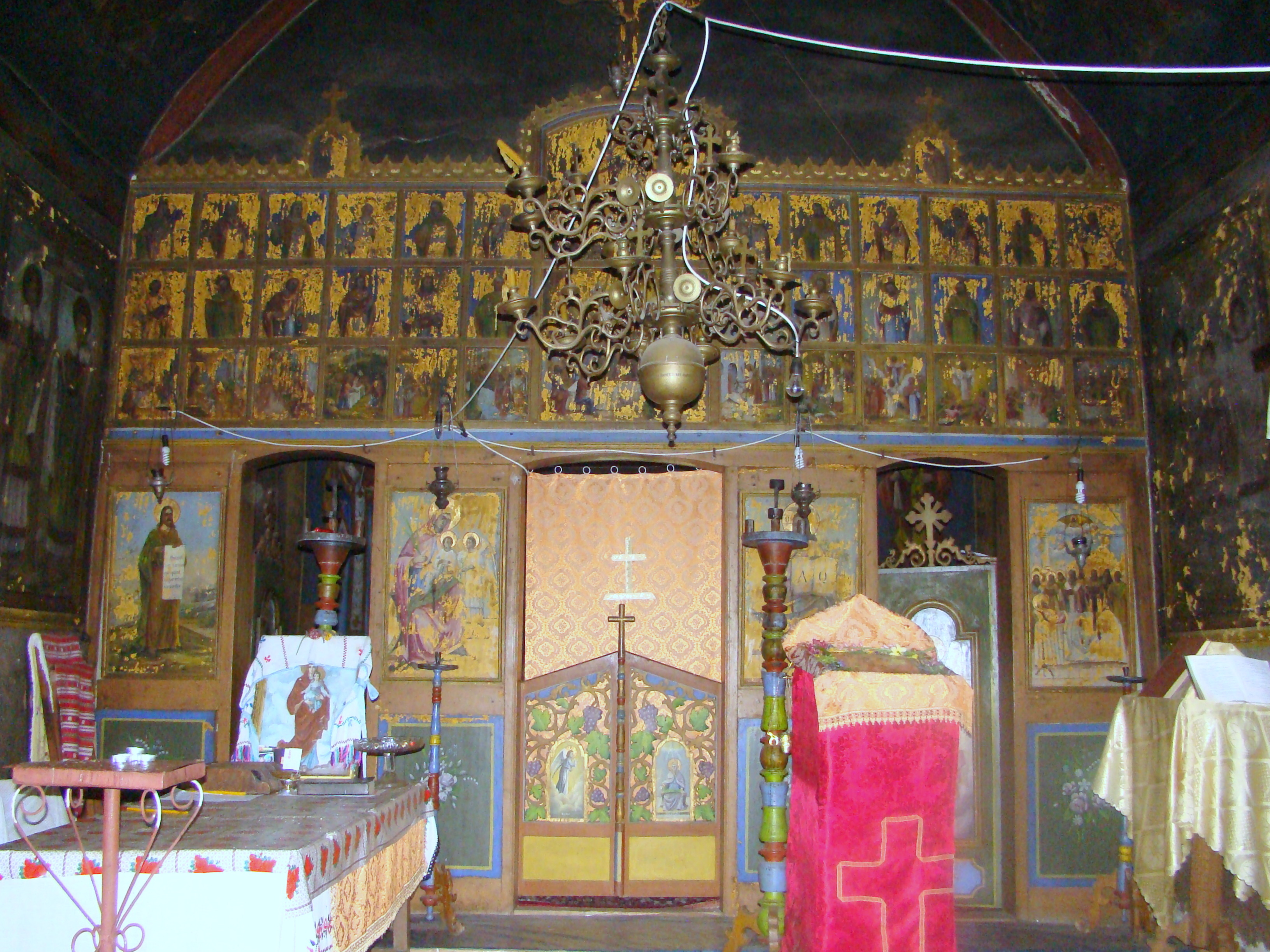
Iconostasul

Biserica de lemn cu hramul „Adormirea Maicii Domnului” din Lupoița, oraș Motru, județul Gorj, a fost construită în 1797. Biserica se află pe lista monumentelor istorice sub codul LMI:  GJ-II-m-B-09333.

## Istoric și trăsături
Deși figurează pe lista monumentelor istorice cu datarea bisericii anterioare, de la care a preluat hramul, în realitate, actuala biserică de lemn din Lupoița, a înlocuit-o integral pe cea veche, în anul 1904, șantierul având un caracter de rectitorire.
Ușa clopotniței separate mai deține o dată certă legată de biserica veche și un nume: „Vasile meșteru 1797 iulie 3”. Actuala biserică este construită tot din lemn, neavând valoarea arhitecturală a celei vechi. Probabil că a preluat, în dimensiuni sporite, planul celei vechi: altar în prelungirea navei, poligonal, cu trei laturi. 
Și actuala biserică este în pragul dispariției, gospodăriile din Lupoița fiind expropriate în urma extinderii exploatărilor de lignit; planurile autorităților de strămutare a bisericii sunt doar fantasmagorice.

## Imagini din exterior

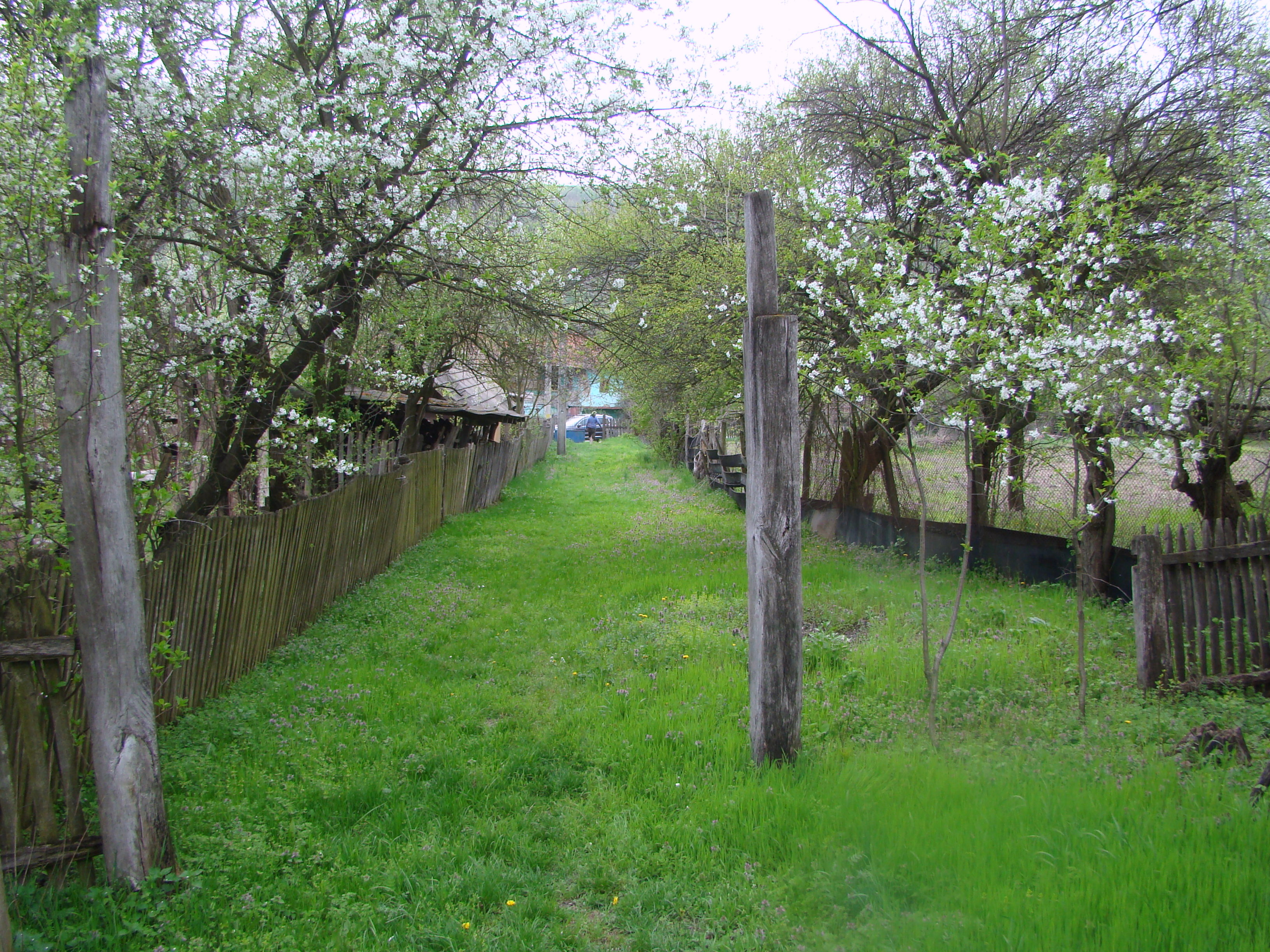
Drumul spre biserică
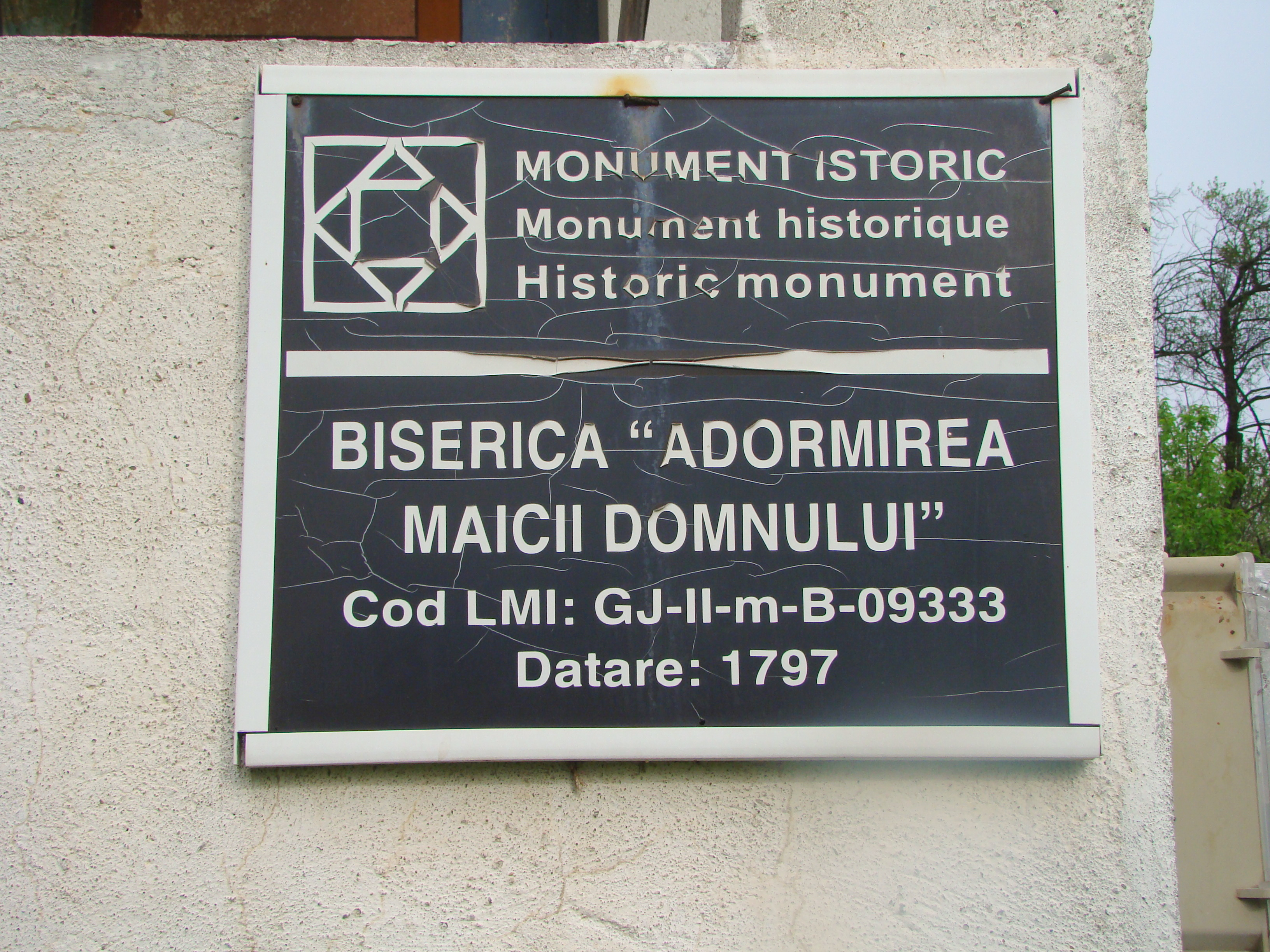
Tablă de monument
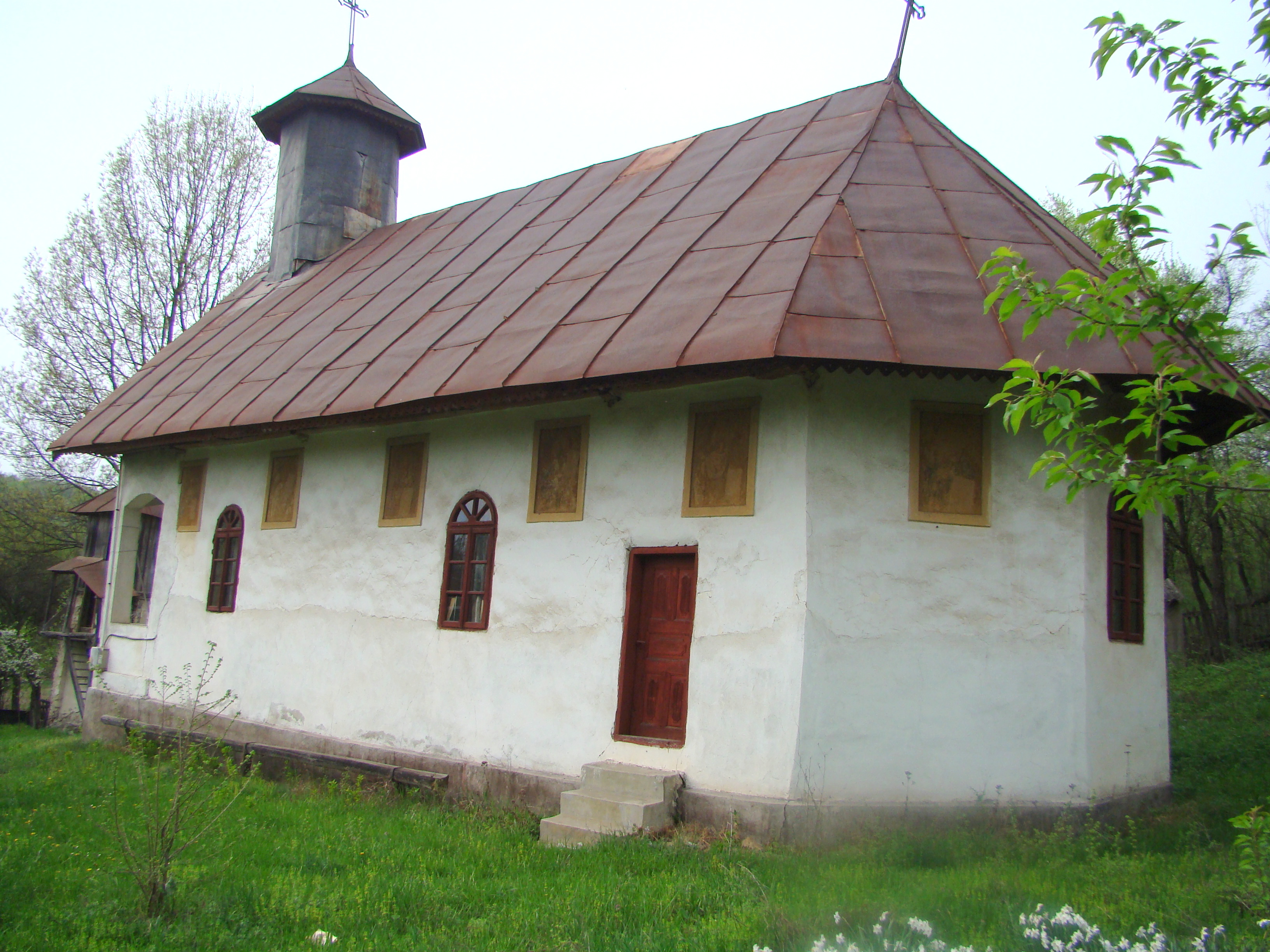
Biserica (sud-est)
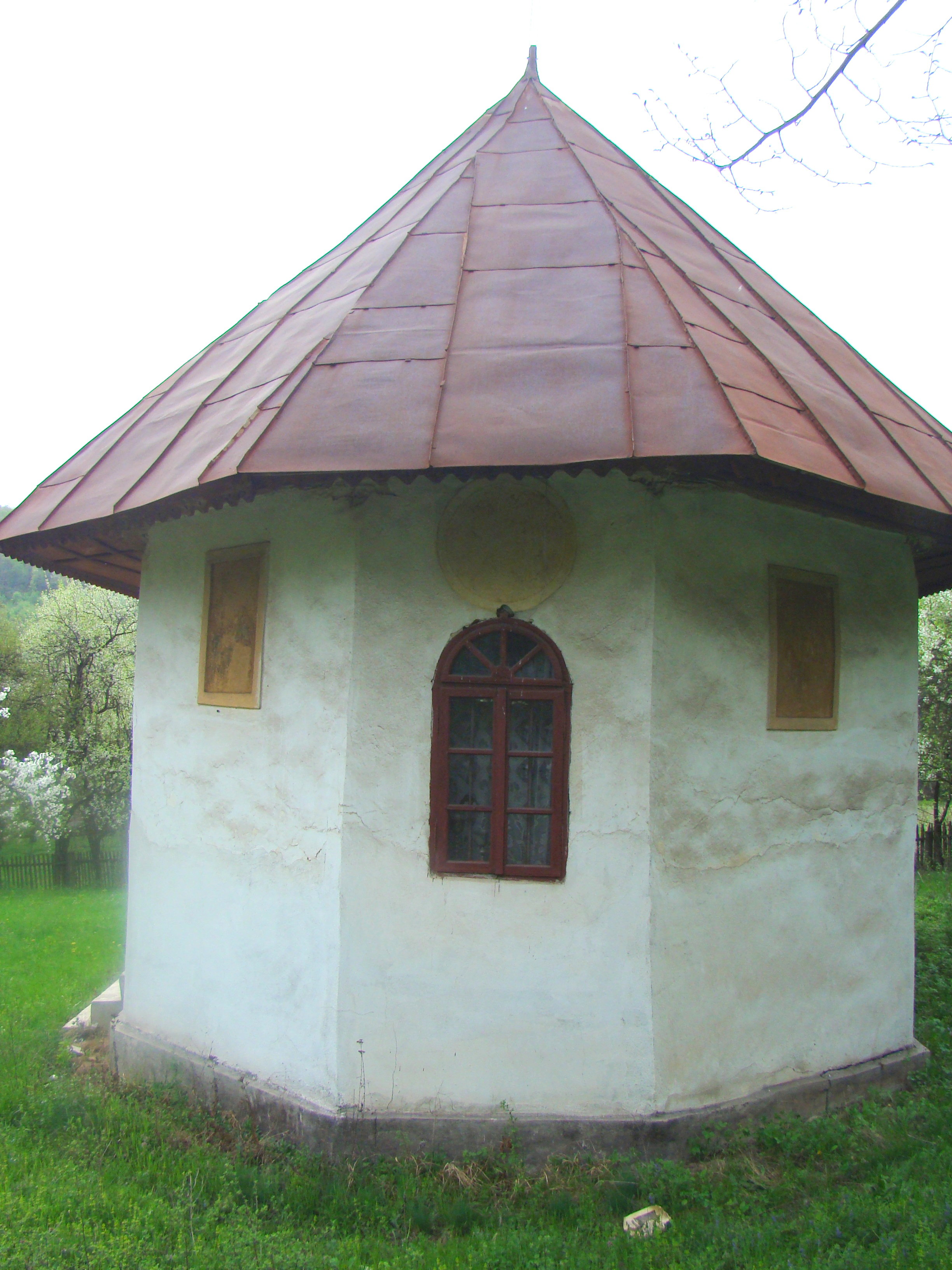
Absida altarului
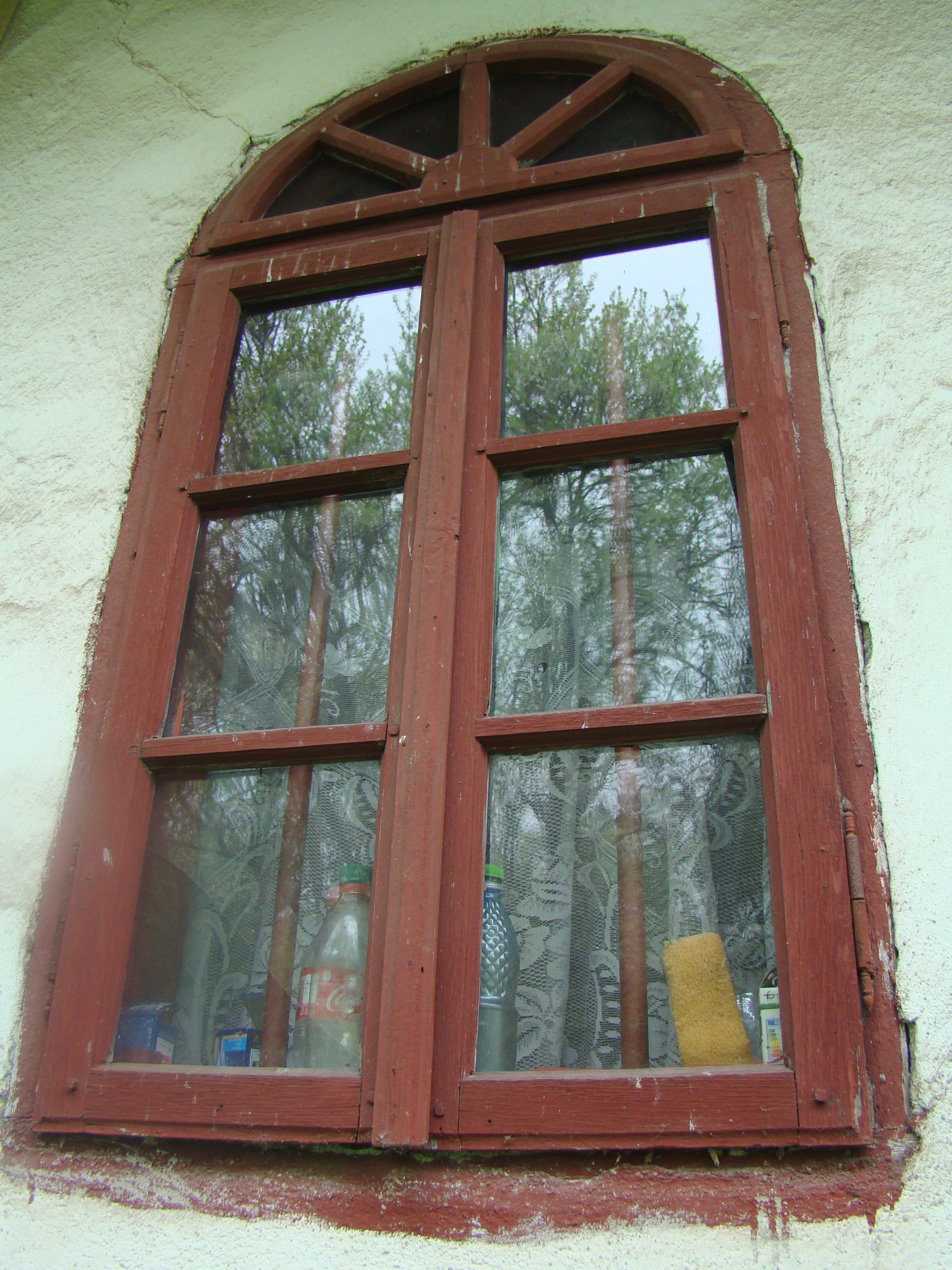
Fereastră
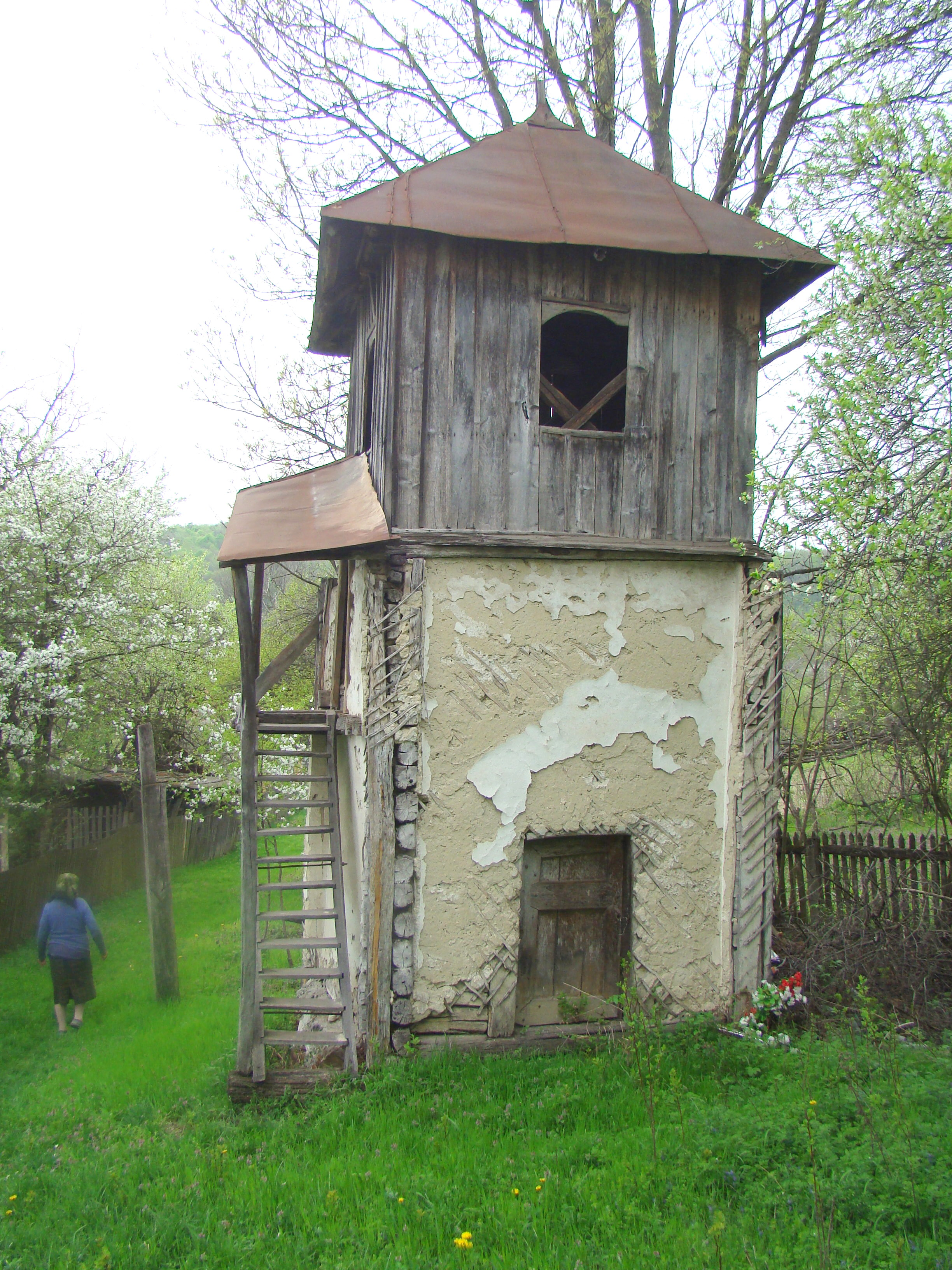
Clopotnița
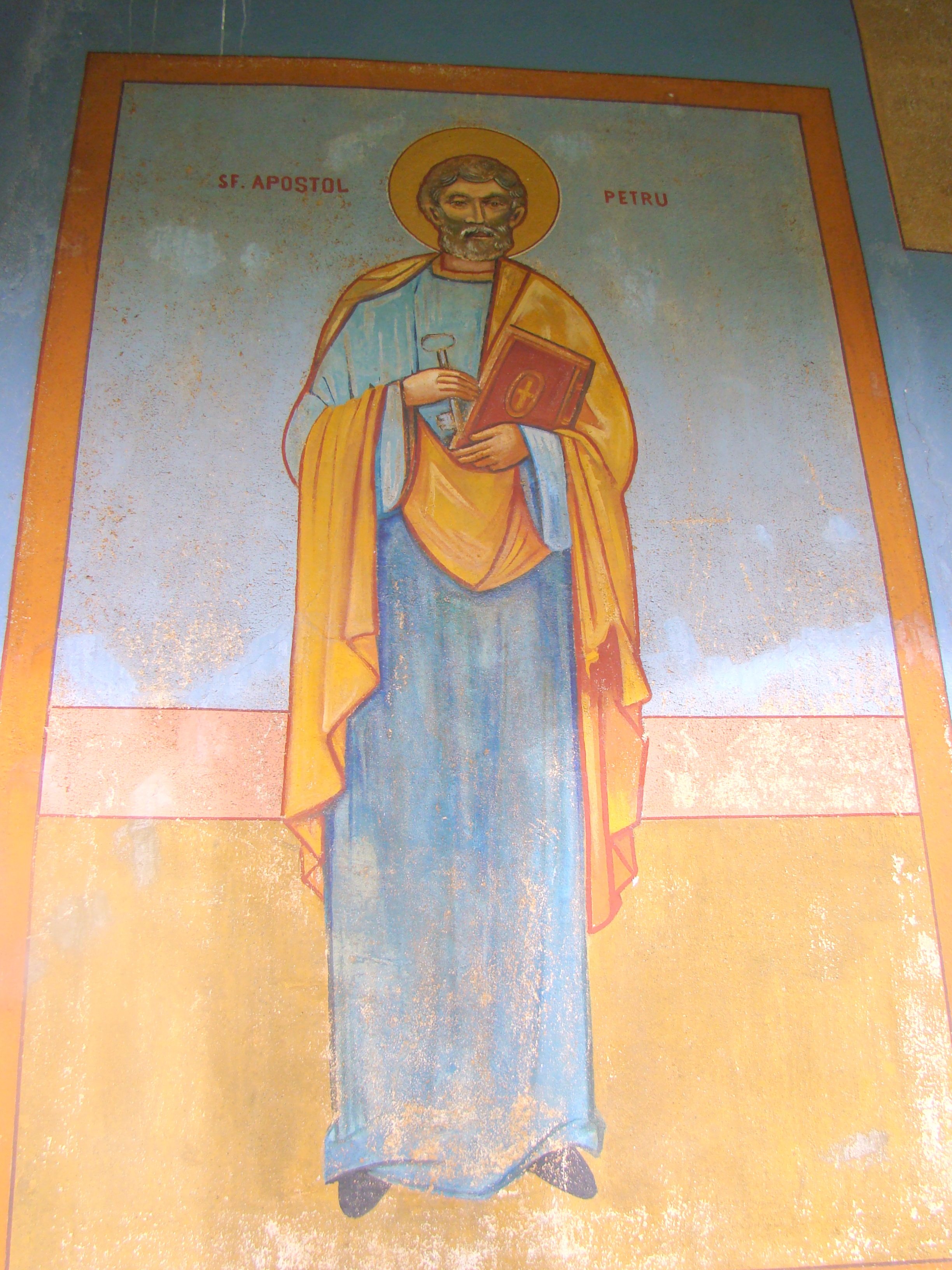
Apostolul Petru
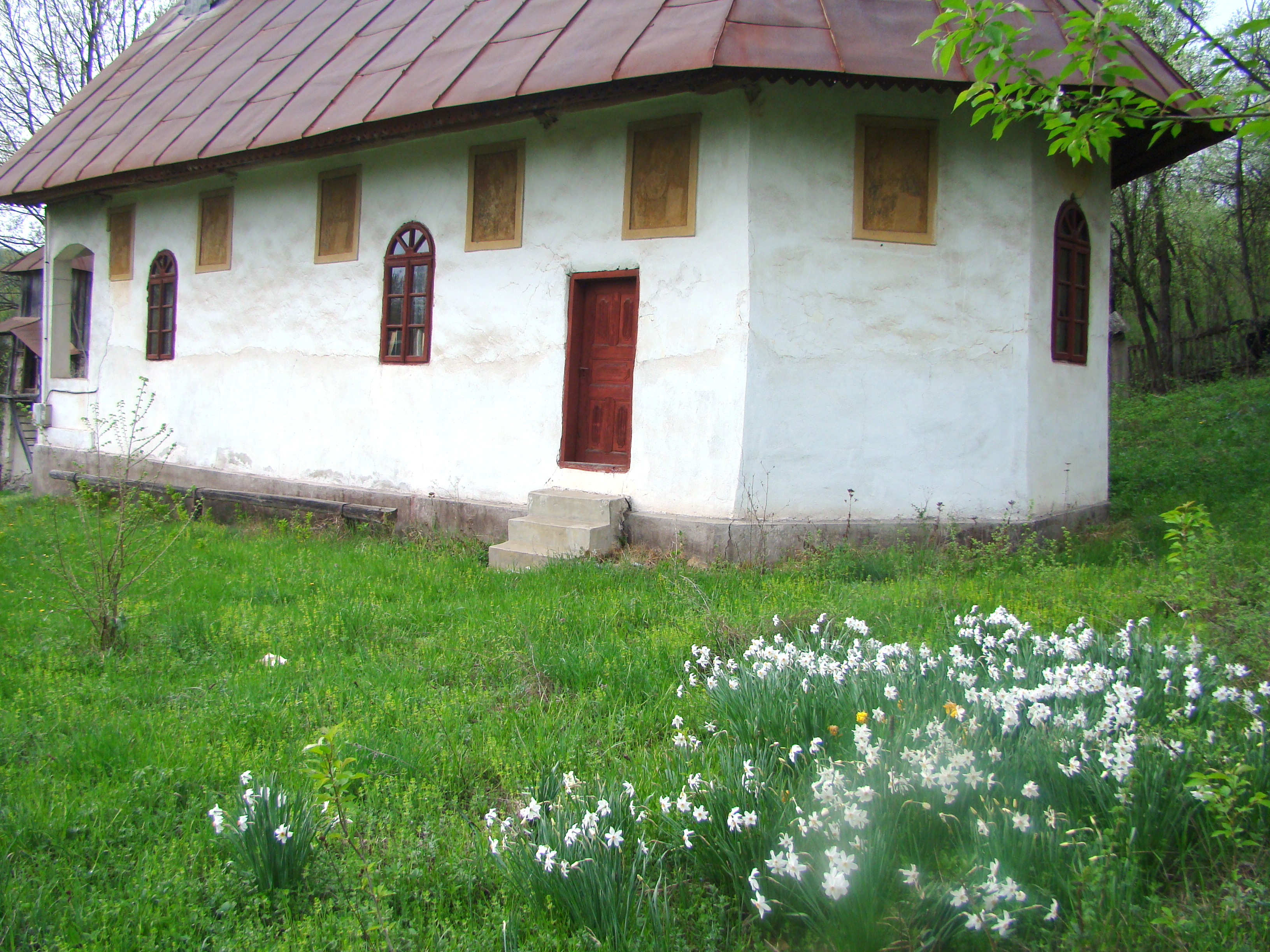
Butea bisericii (sud-est)
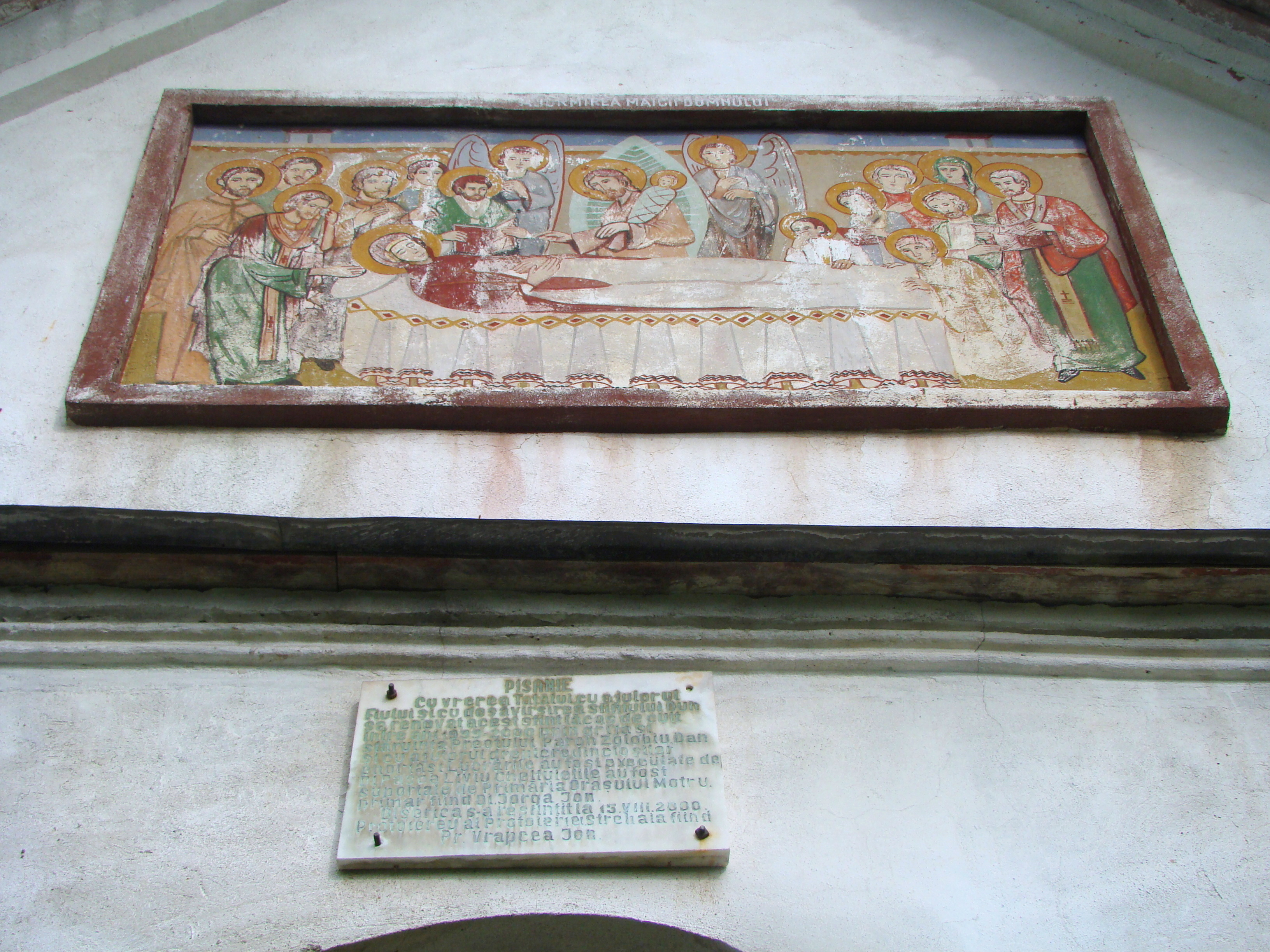
Icoana de hram
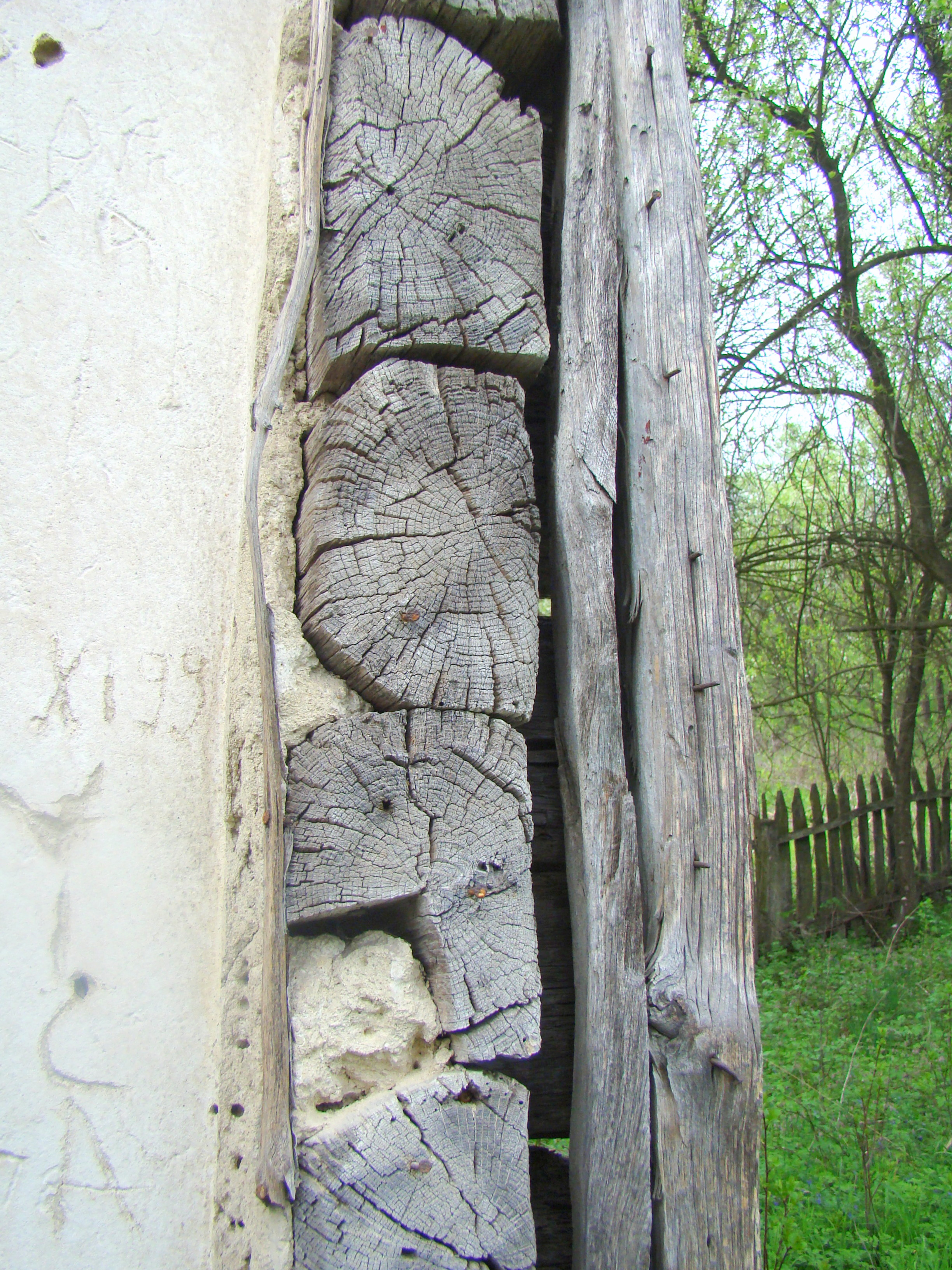
Bârne sub tencuială
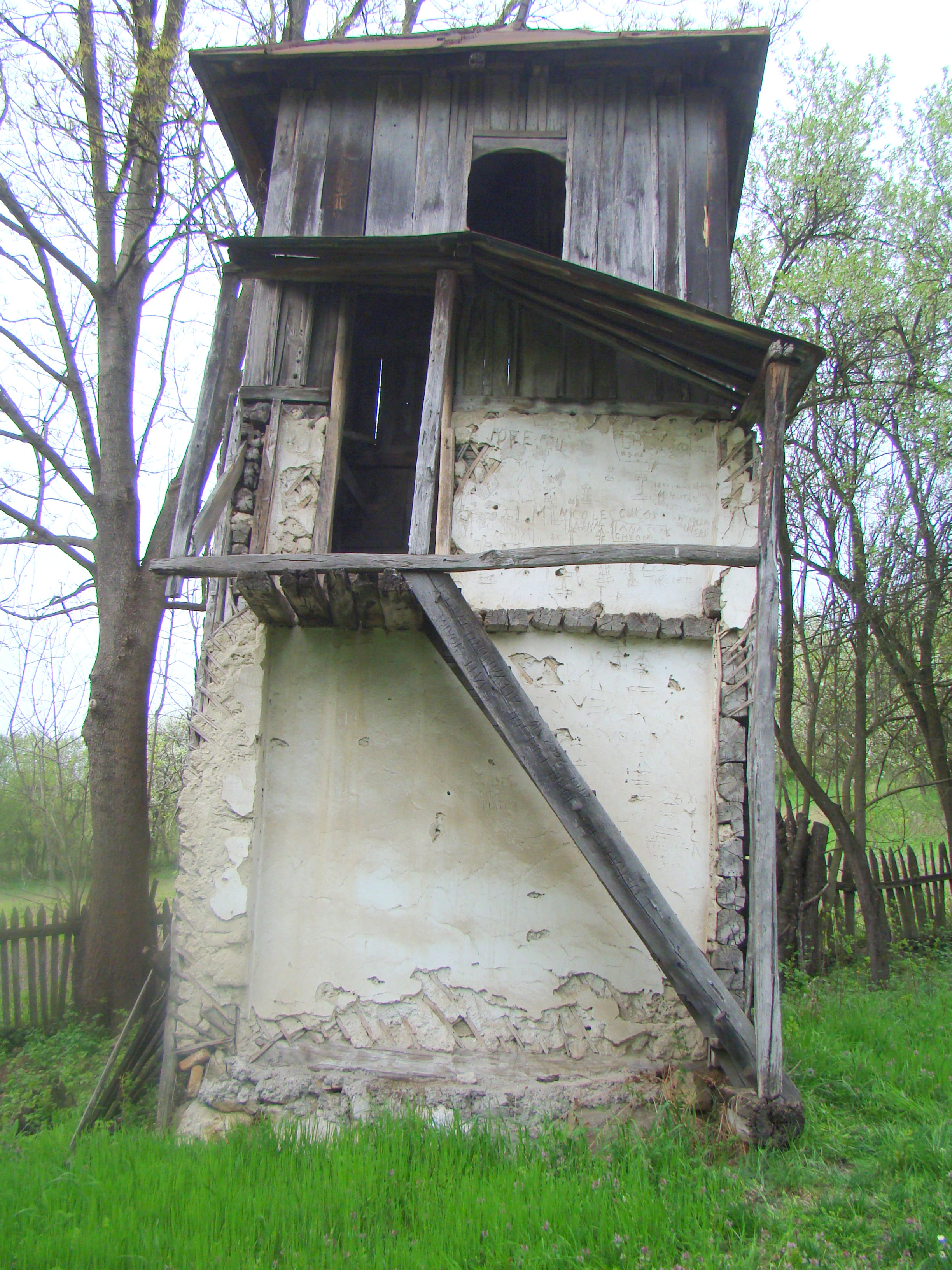
Clopotnița
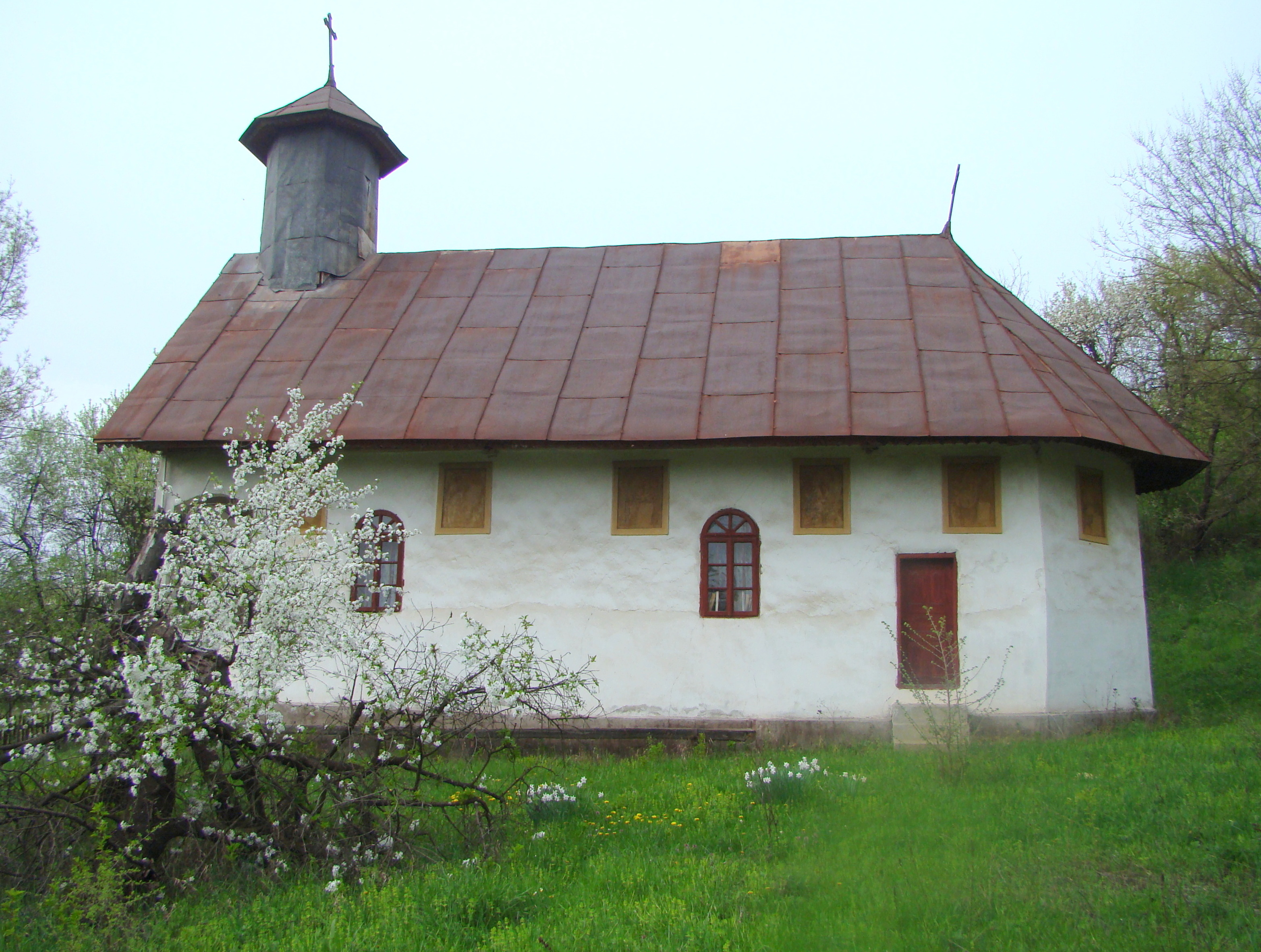
Biserica (sud)

## Imagini din interior

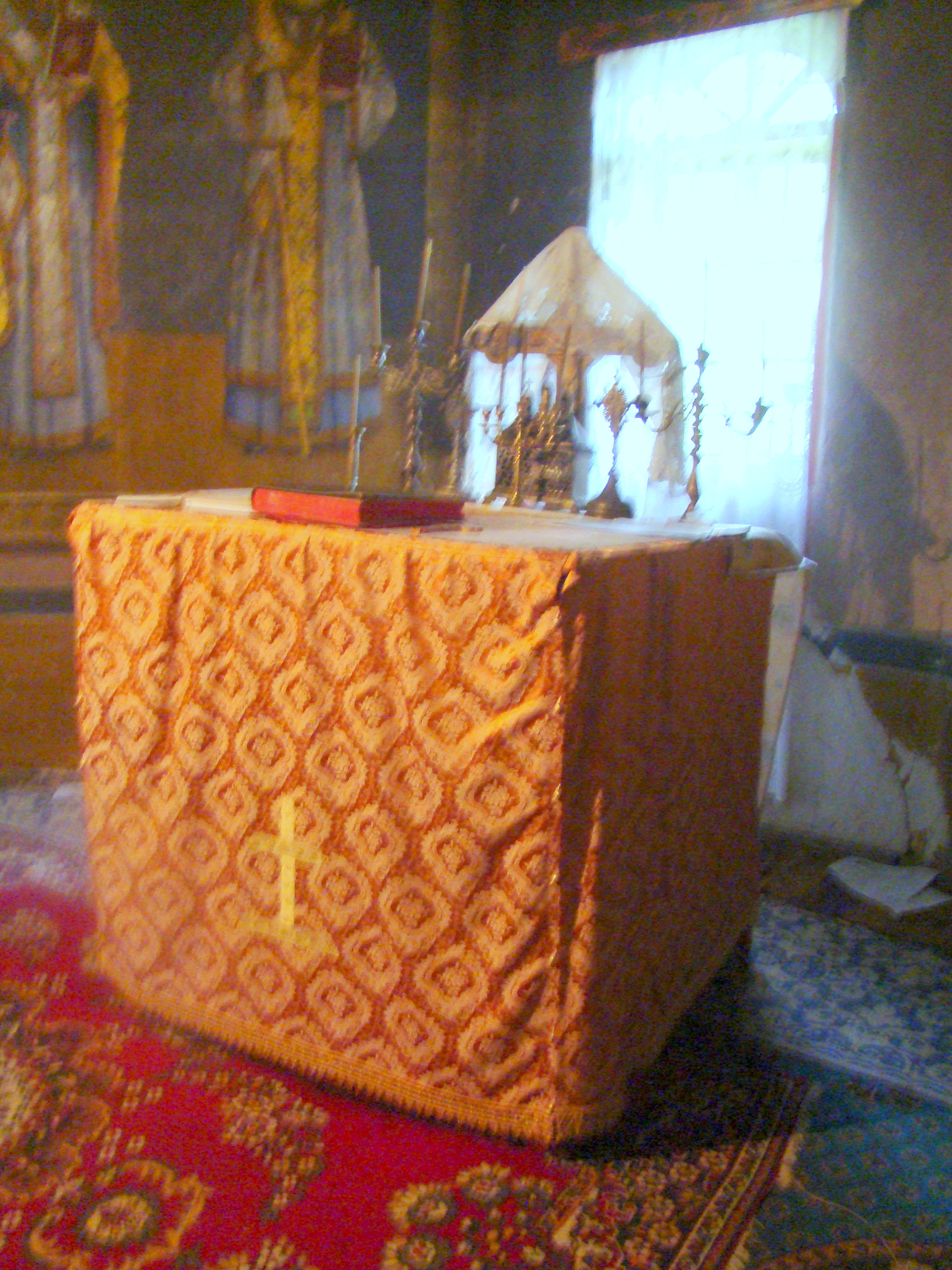
Masa altarului
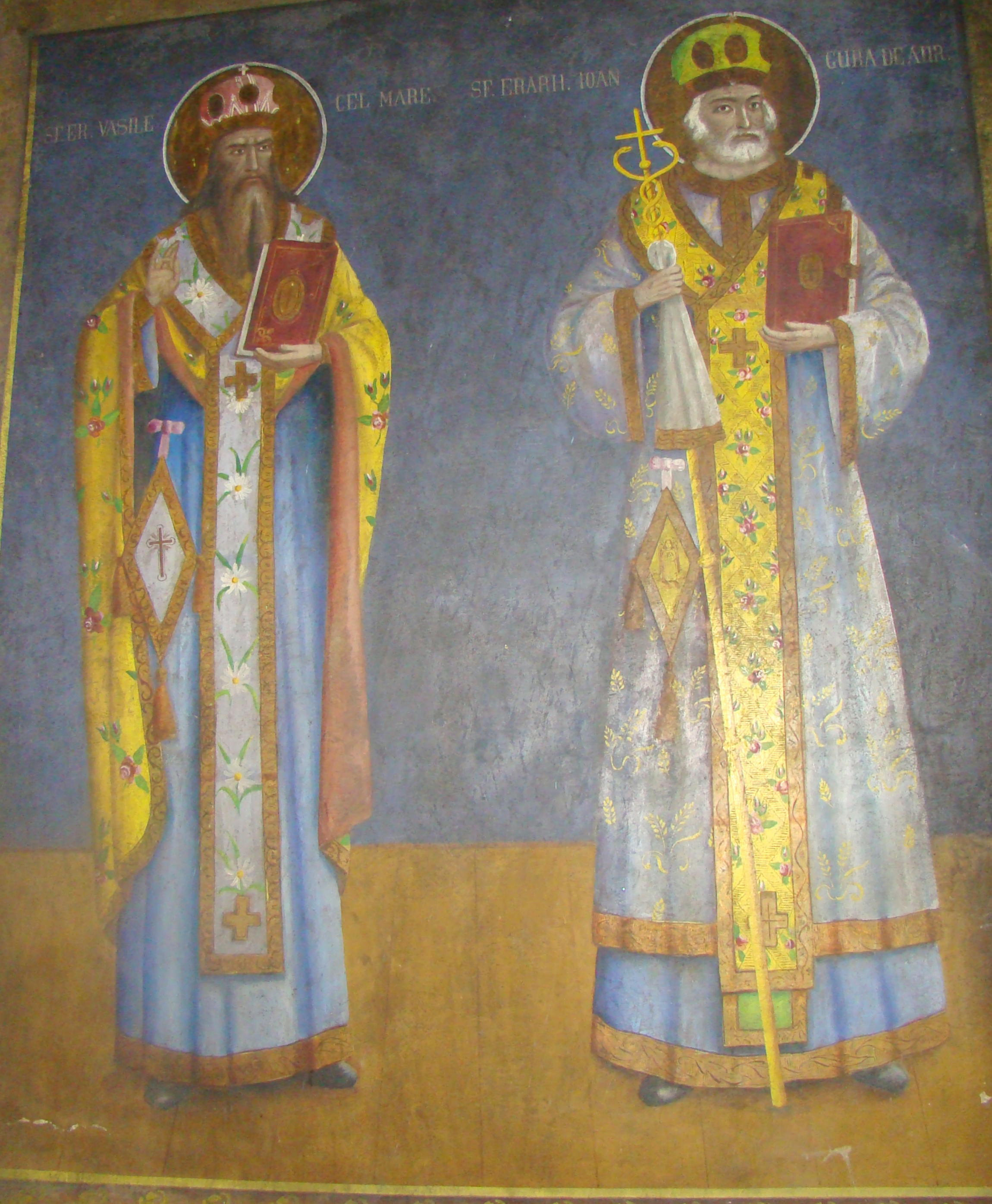
Altar: Sfinţii Părinţi
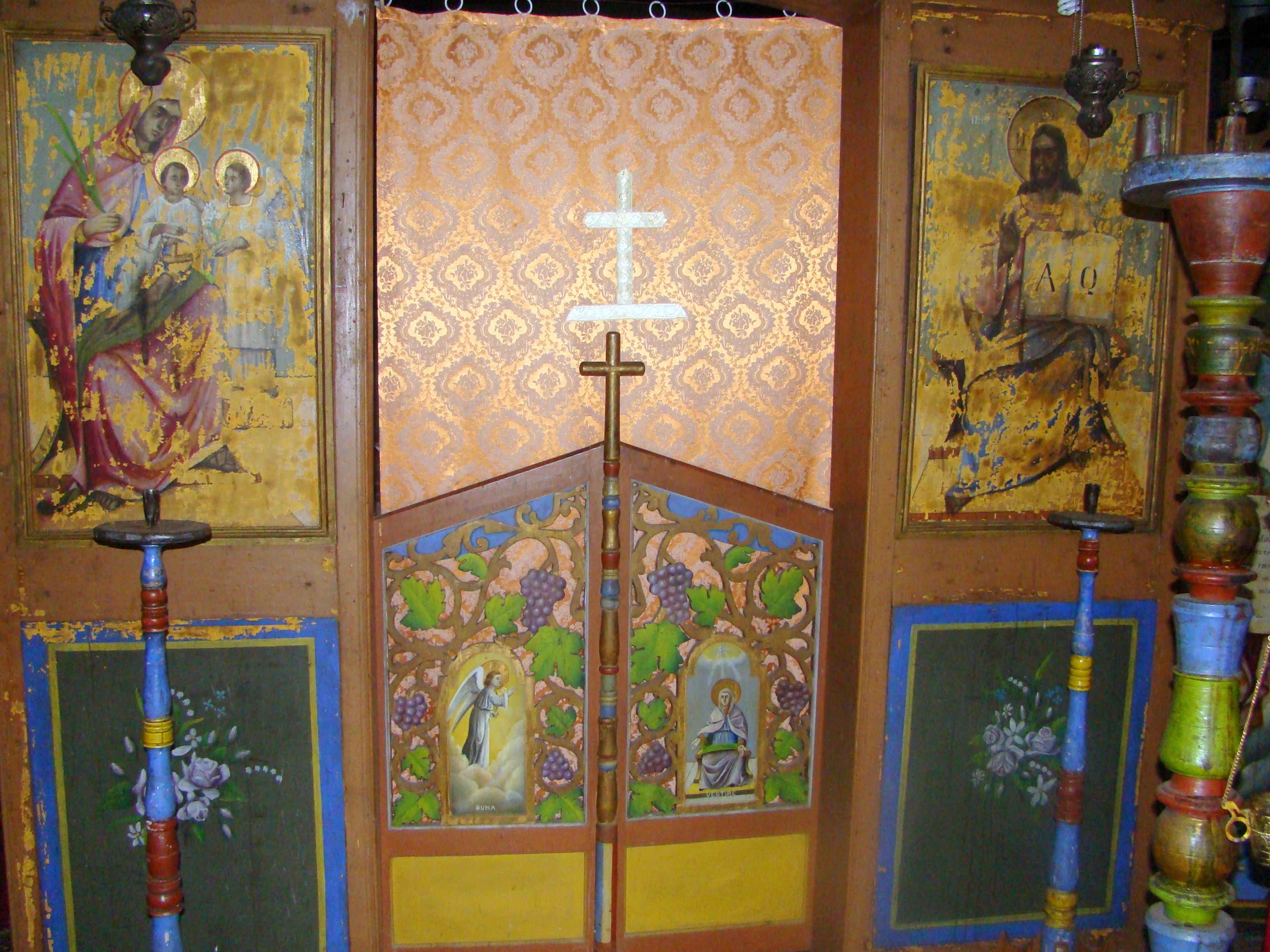
Uşi şi icoane împărăteşti
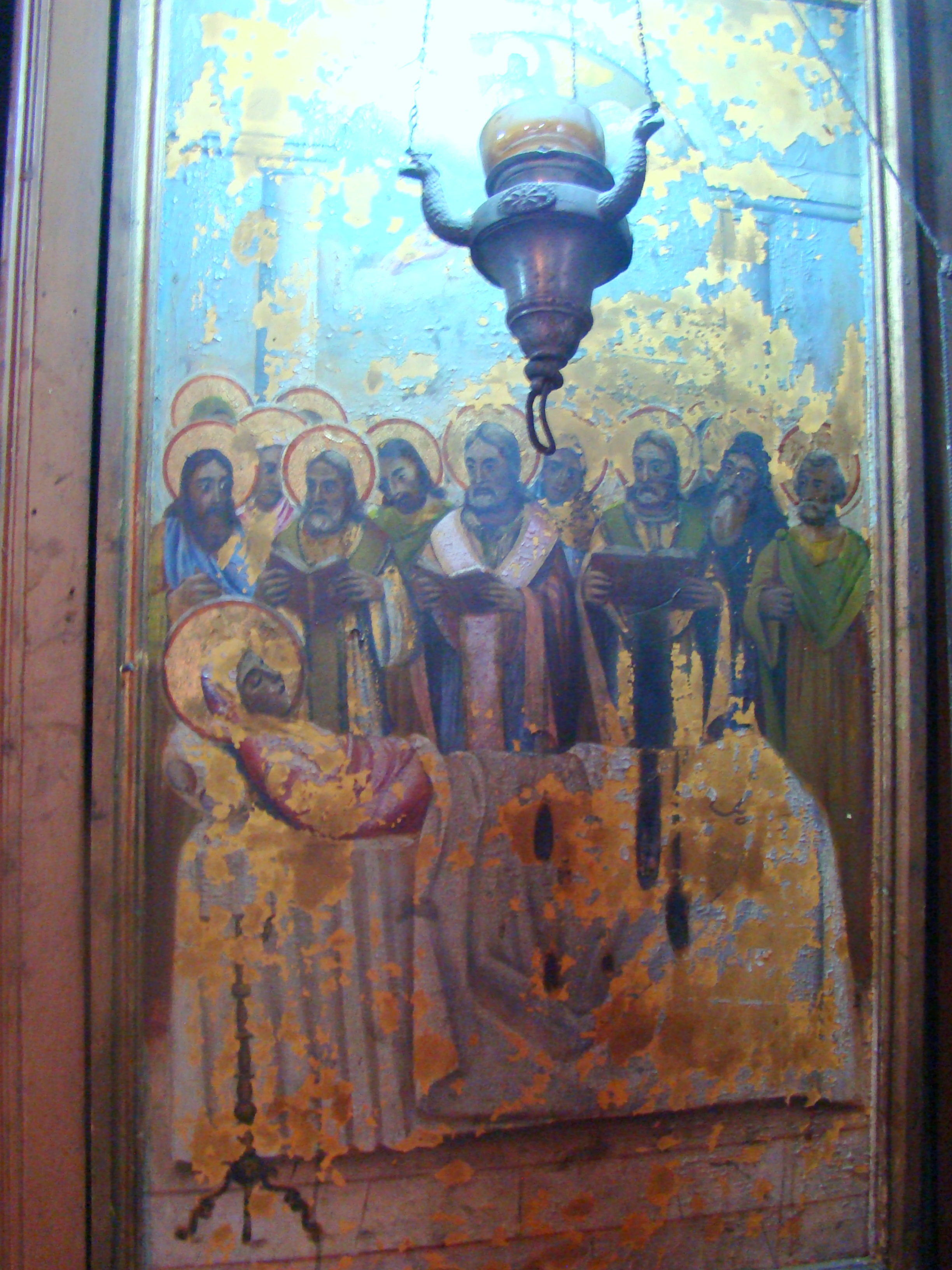
Icoana de hram: „Adormirea Maicii Domnului”
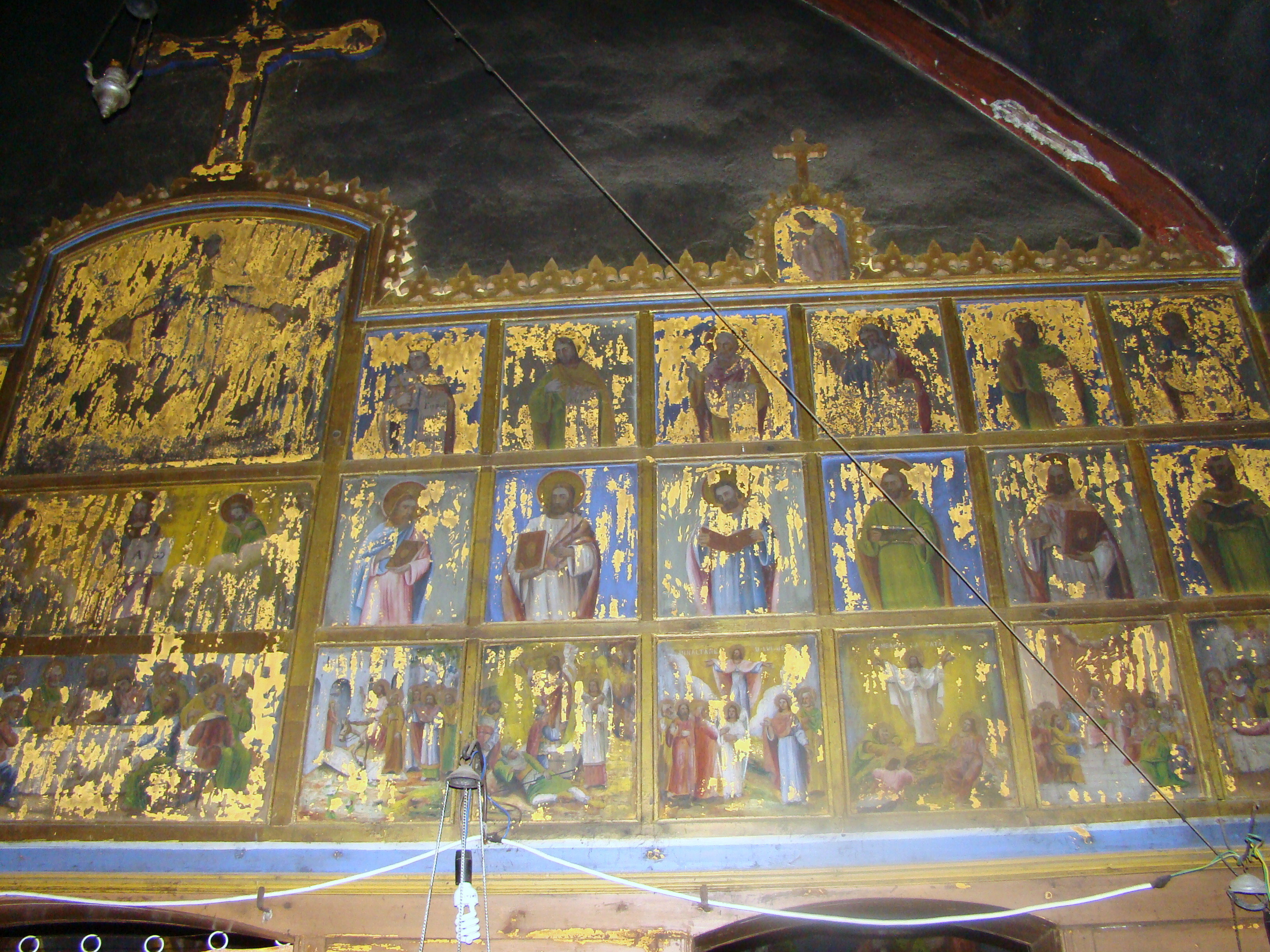
Pictura tâmplei (partea dreaptă)
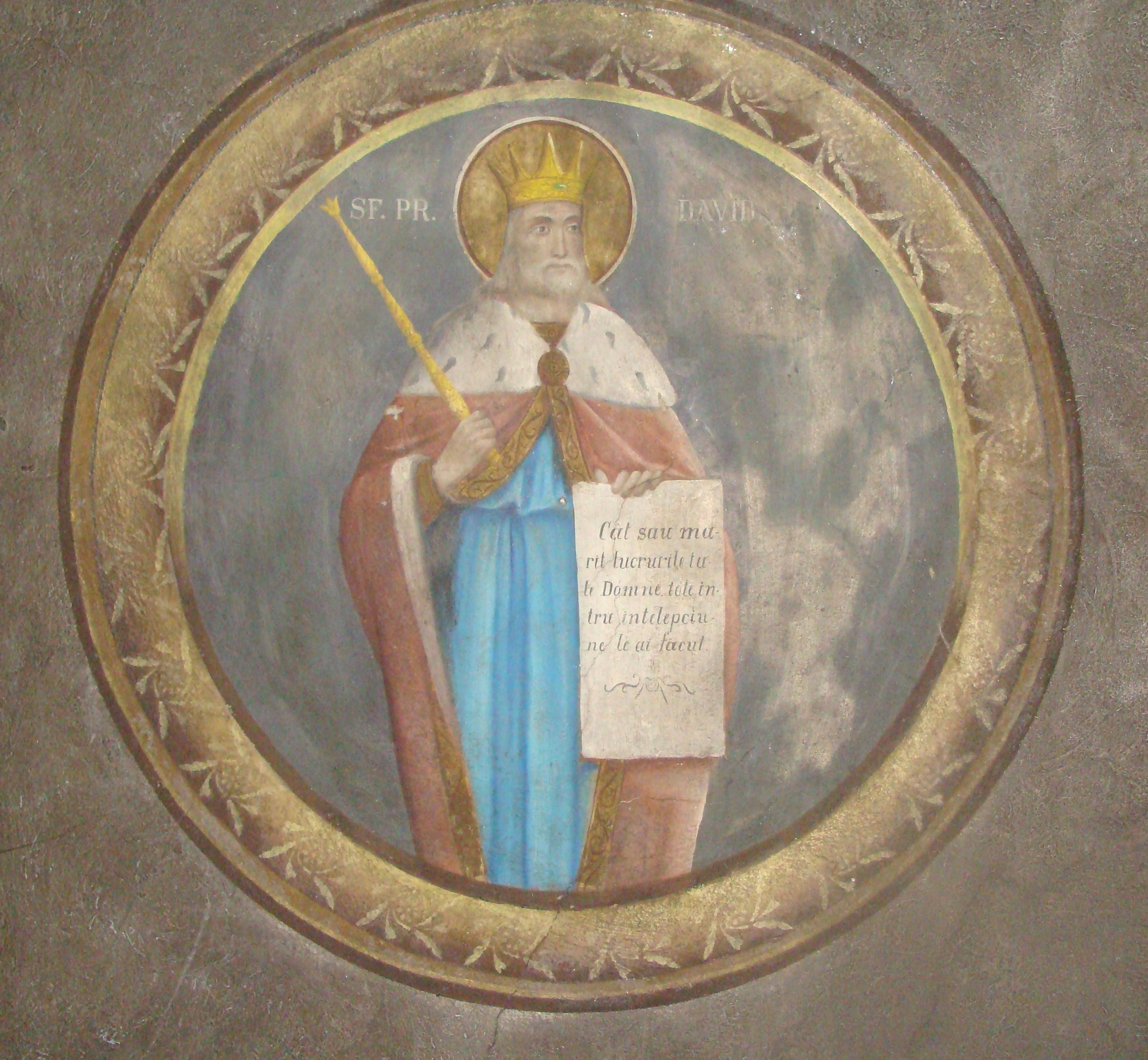
Prooroc
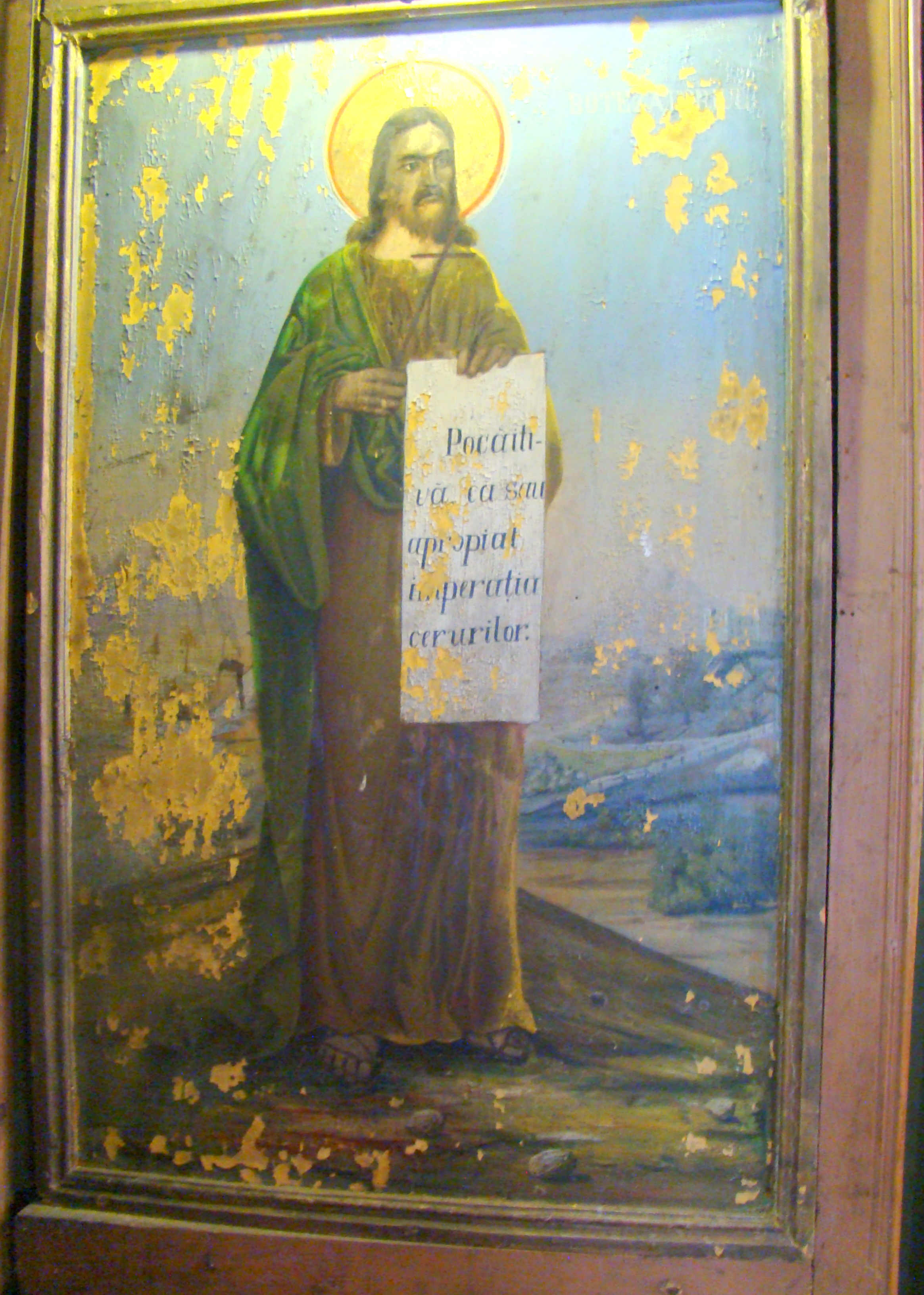
Icoana Mântuitorului
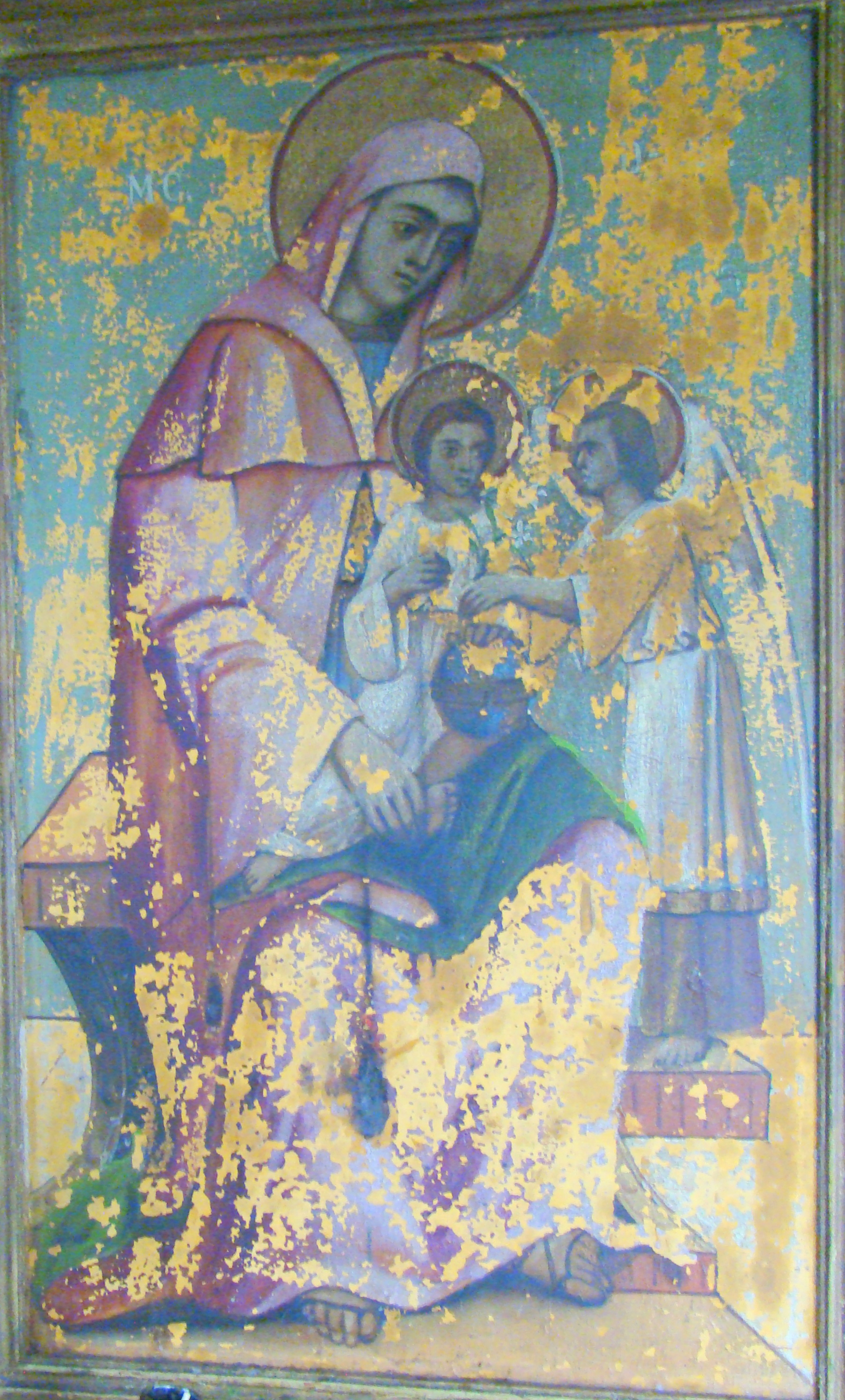
Maria cu Pruncul
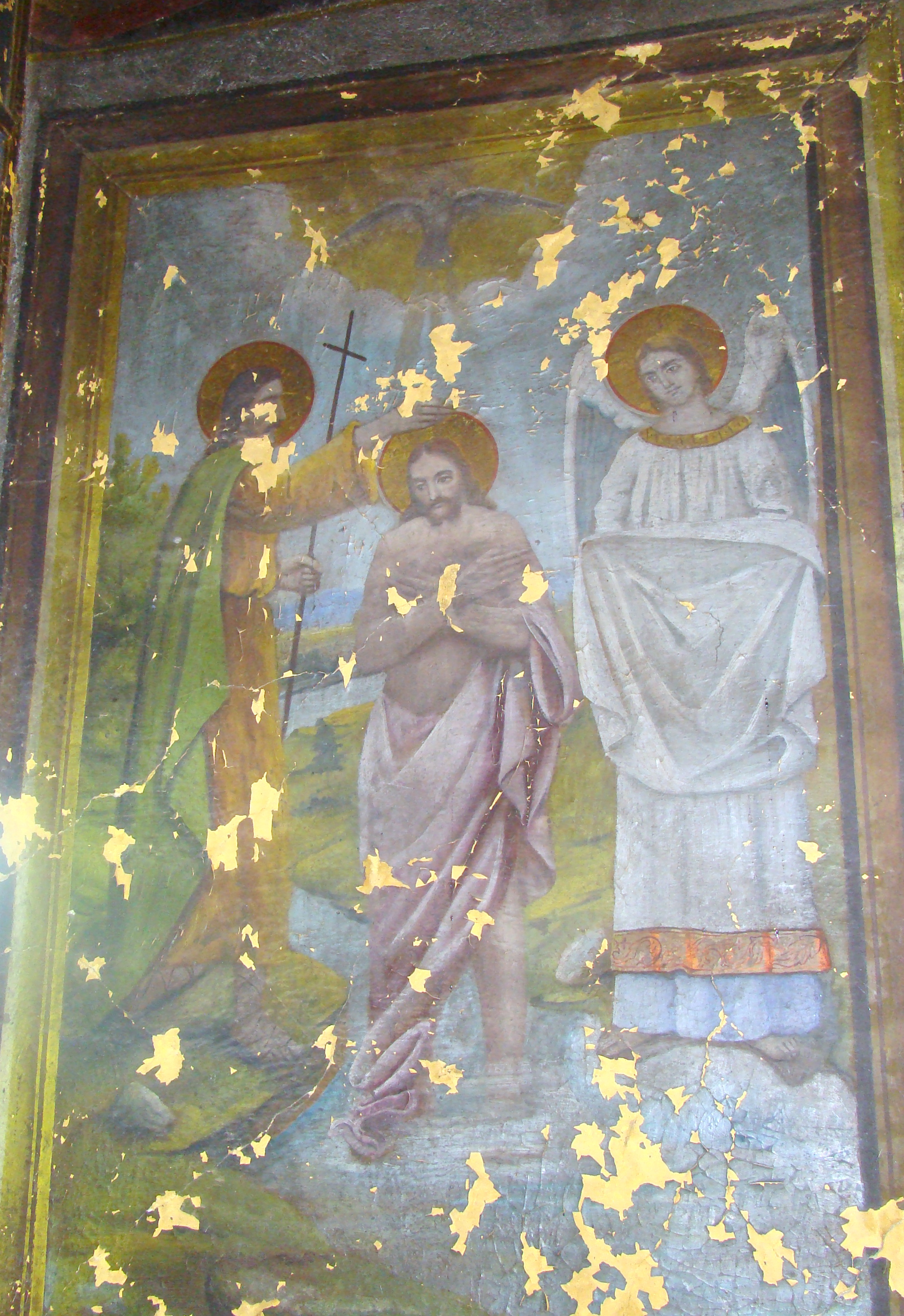
Botezul Domnului
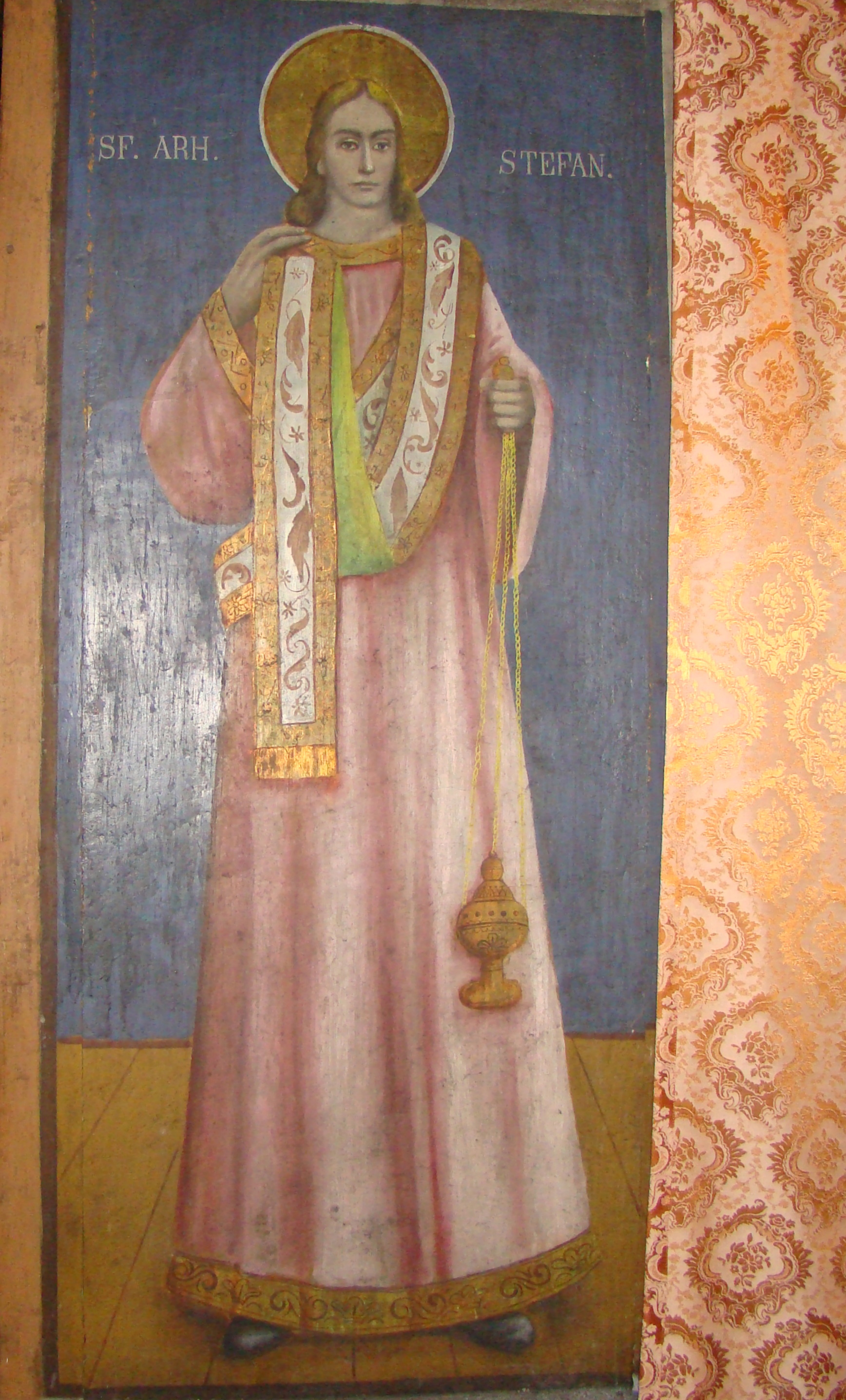
Arhidiaconul Ştefan
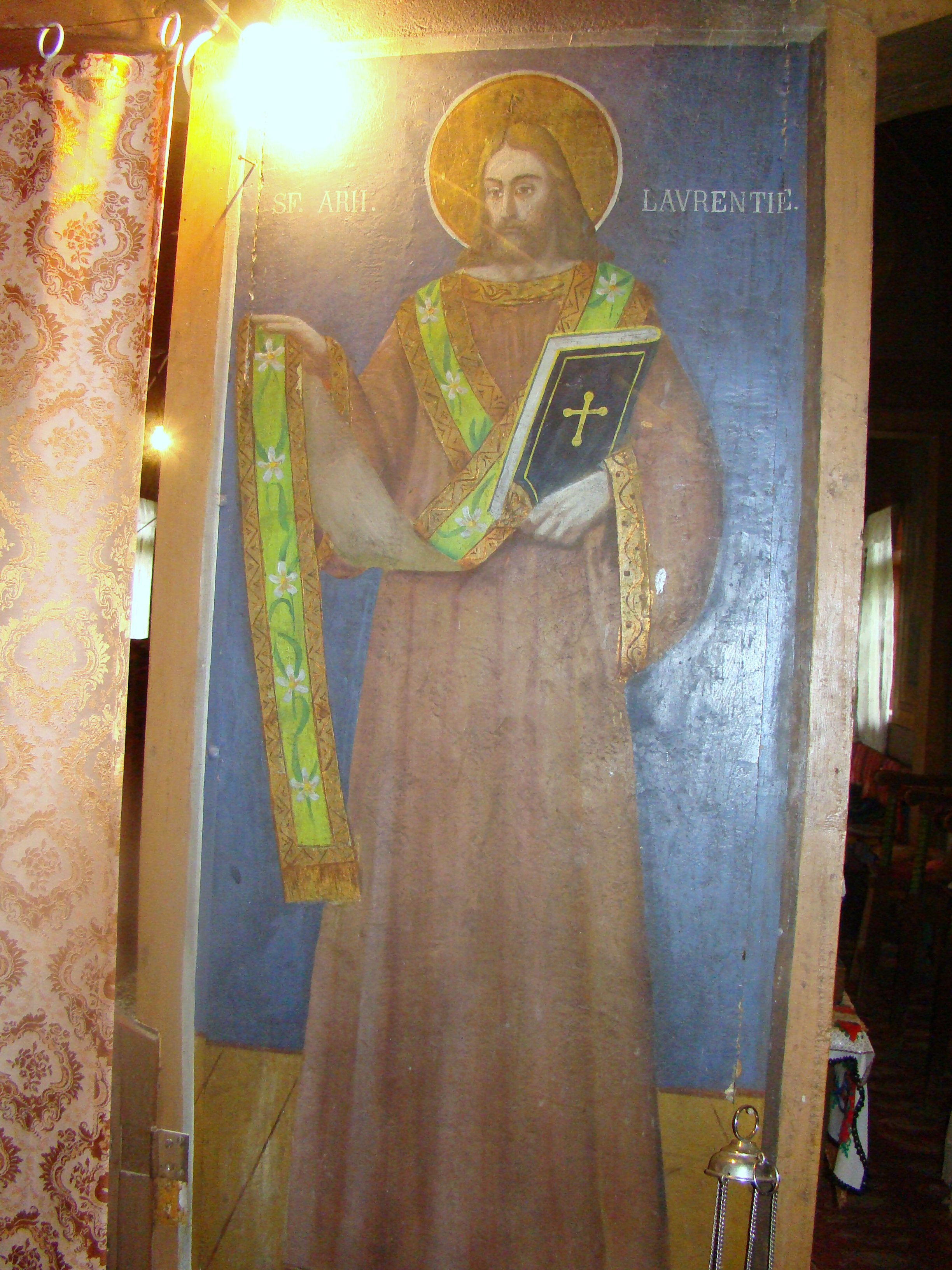
Arhidiaconul Laurențiu
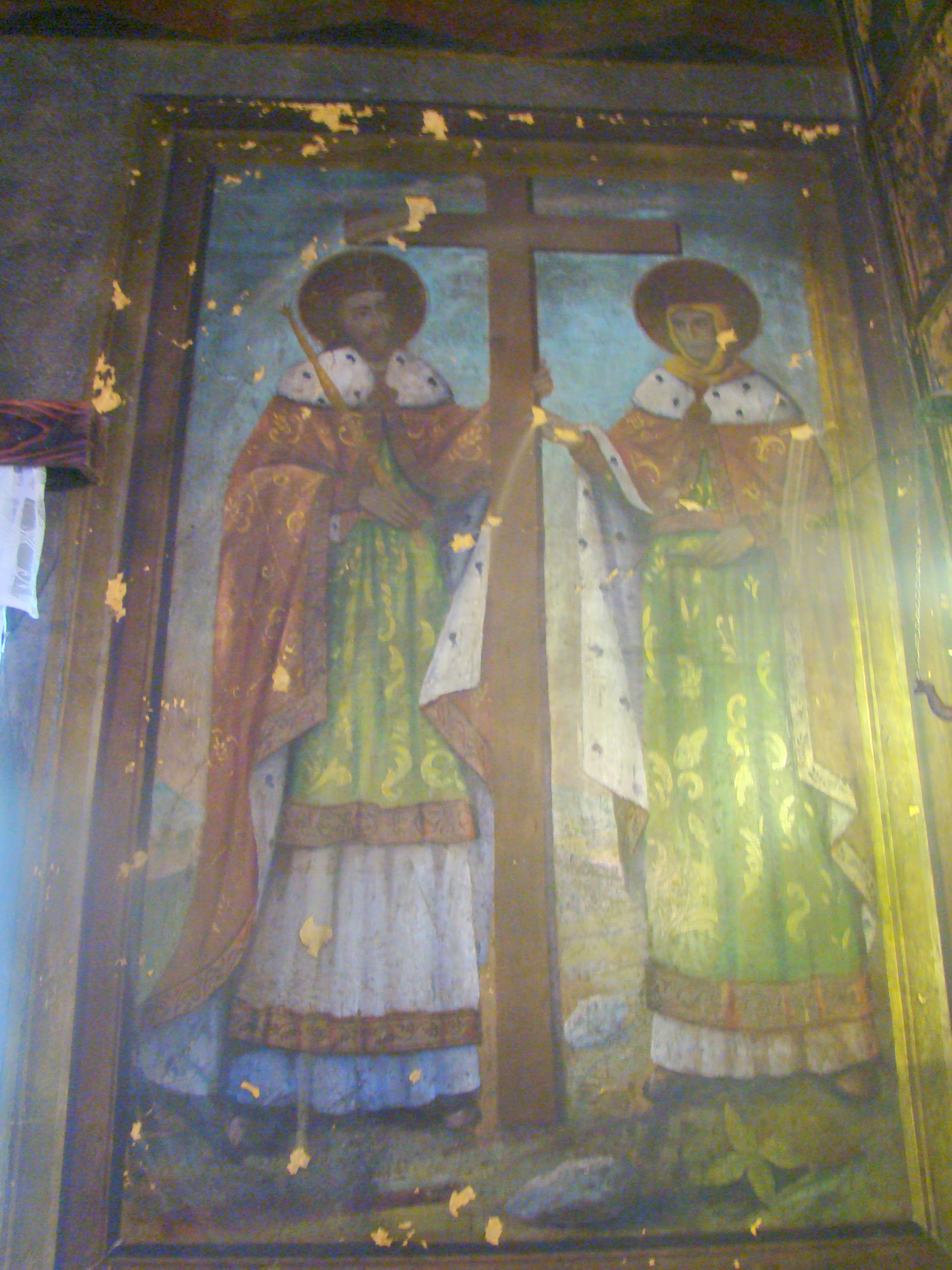
Sfinţii Împăraţi Constantin şi Elena
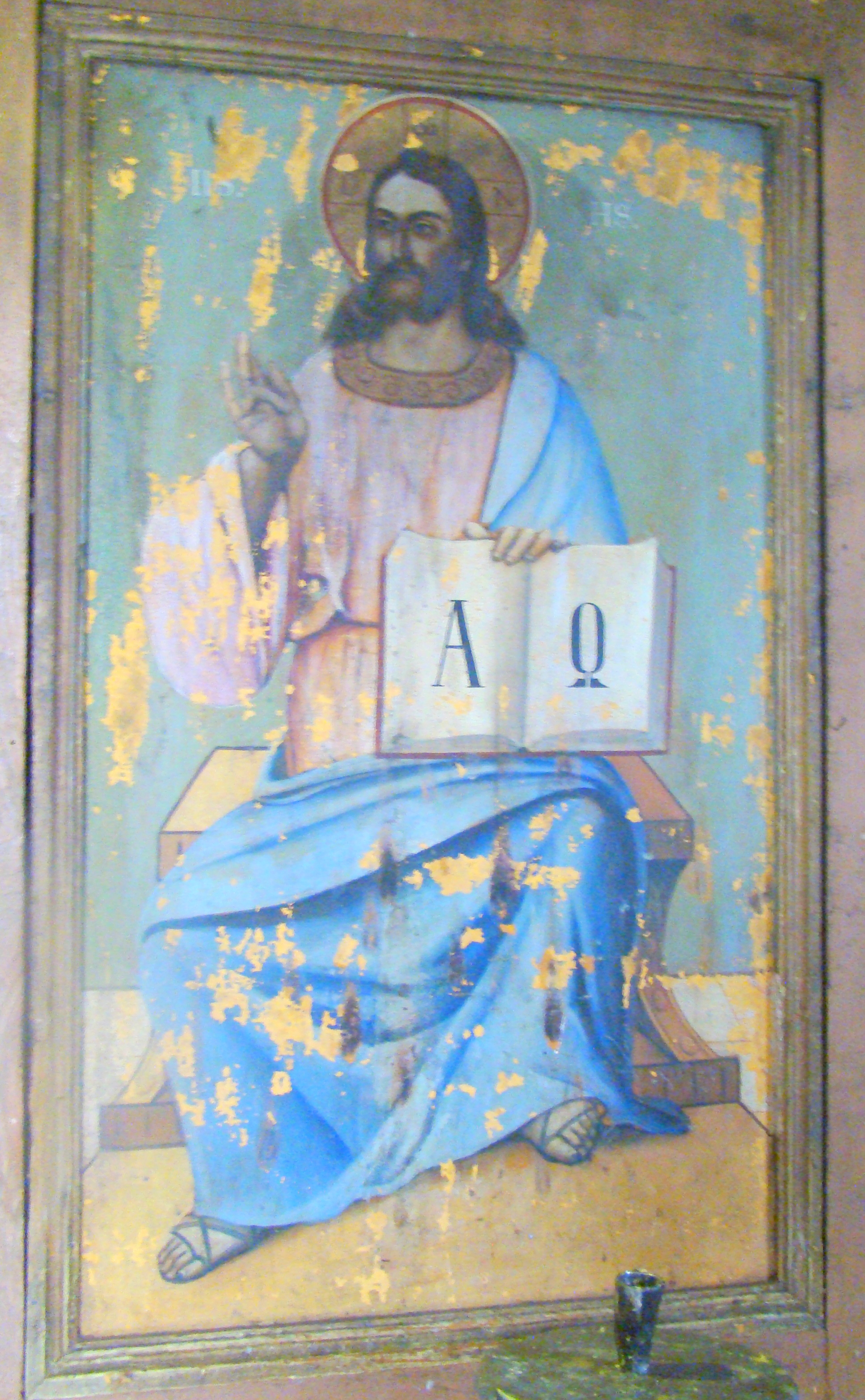
Iisus binecuvântând
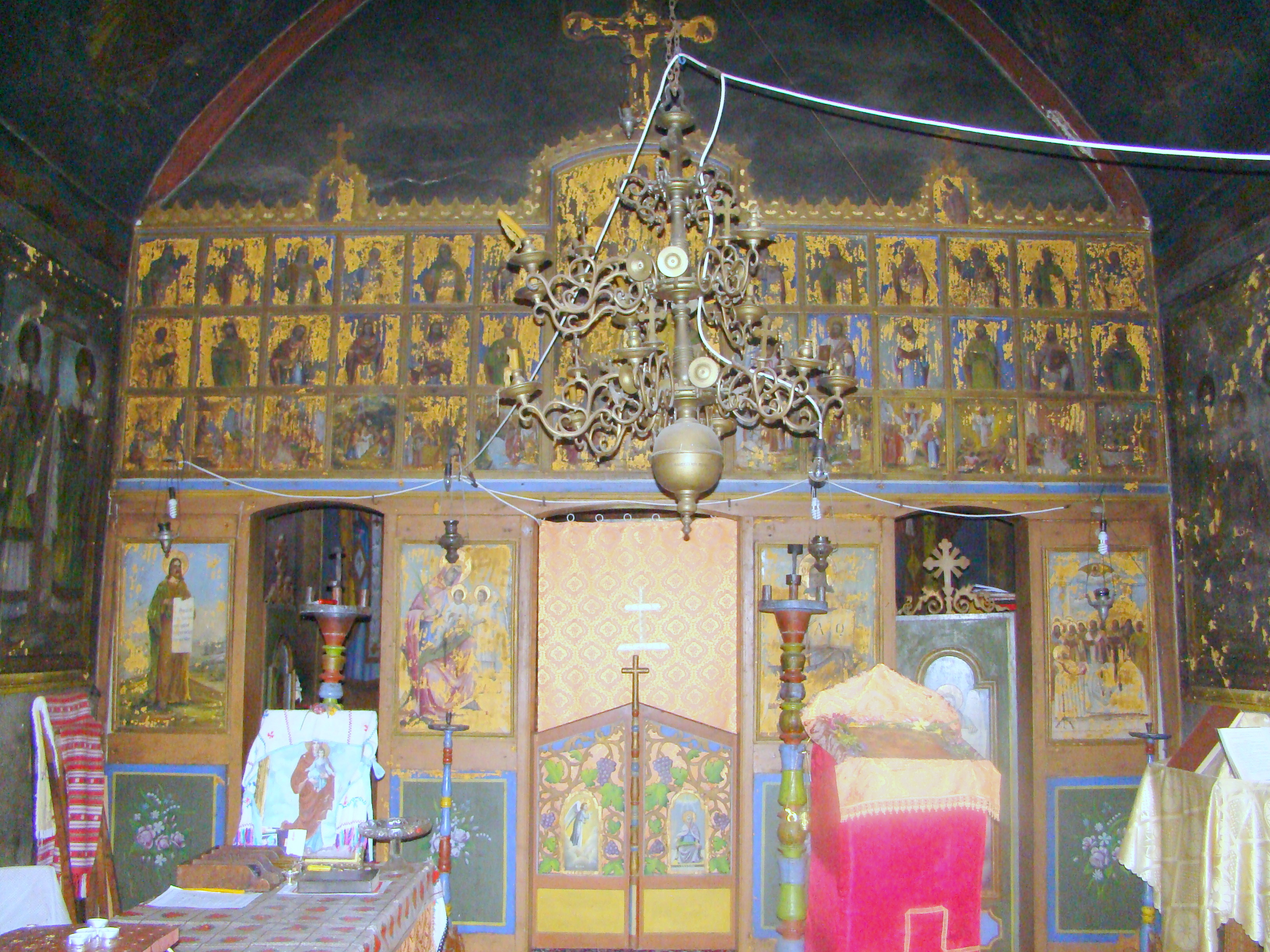
Nava spre iconostas